# Paragraciella
Paragraciella is een kevergeslacht uit de familie van de boktorren (Cerambycidae). De wetenschappelijke naam van het geslacht werd voor het eerst geldig gepubliceerd in 1934 door Breuning.

## Soorten
Paragraciella is monotypisch en omvat slechts de volgende soort:
- Paragraciella schoutedeni Breuning, 1934